# Madrid (comunità autonoma)
La Comunità di Madrid (in spagnolo: Comunidad de Madrid) è una delle diciassette comunità autonome della Spagna, e al contempo l'ente che svolge le funzioni di ambito provinciale. Situata nel cuore della nazione, contiene la città di Madrid che è il capoluogo della comunità autonoma, nonché la capitale spagnola.
Le sette stelle, presenti anche nello stemma della città di Madrid, rappresentano l'Orsa Maggiore, costellazione più importante dell'emisfero boreale.

## Geografia
La comunità di Madrid confina con le comunità autonome della Castiglia e León (province di Ávila e Segovia) a nord-ovest e della Castiglia-La Mancia (province di Guadalajara a est, Cuenca a sud-est e Toledo a sud).
Copre un'area di 8080,21 km² e ha una popolazione di 6 661 949 abitanti (dati provvisori per il 1º gennaio 2019). Più di metà della popolazione vive nella capitale. Altre città sopra i centomila abitanti situate nella comunità sono Móstoles, Alcalá de Henares, Fuenlabrada, Leganés, Getafe, Alcorcón, Torrejón de Ardoz, Parla, Alcobendas. Ci sono 179 comuni nella comunità di Madrid (vedi elenco). Una delle comarche che compongono la comunità è la Cuenca del Guadarrama.

## Amministrazione
La provincia di Madrid era in precedenza considerata parte della Nuova Castiglia (vedi Castiglia-La Mancia) ma nel 1983 divenne una comunità a sé stante con il sistema delle autonomie previsto nel 1978, soprattutto a causa della grande disparità economica tra Madrid e la regione della Castiglia-La Mancia, e per le speciali condizioni nell'ospitare la capitale nazionale.
Il governo, o Giunta, è l'organo esecutivo della Comunità autonoma, guidata dal presidente della comunità, mentre un parlamento autonomo legifera nelle materie trasferite dal governo centrale a quello regionale.